# Merle de Lawrence
Turdus lawrencii
Espèce
Statut de conservation UICN

 LC  : Préoccupation mineure
Le Merle de Lawrence (Turdus lawrencii) est une espèce de passereaux appartenant à la famille des Turdidae. Son nom commémore l'ornithologue George Newbold Lawrence (1806-1895). Cet oiseau a la particularités d'imiter 173 autres espèces, principalement des oiseaux mais aussi des insectes et des grenouilles.

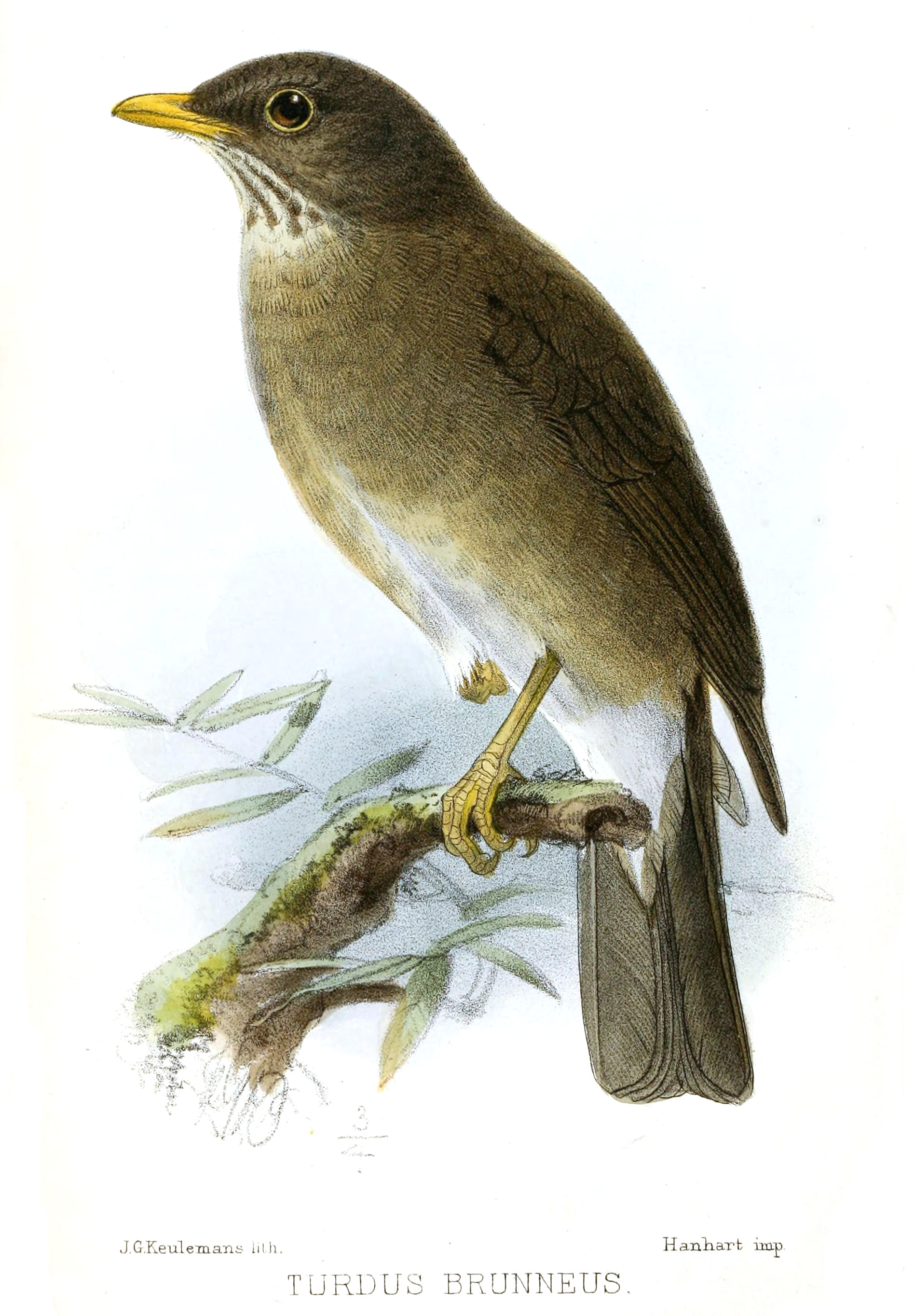

## Habitats et répartition
Il vit en Amazonie.